# Trichoglottis rigida
Trichoglottis rigida är en orkidéart som beskrevs av Carl Ludwig von Blume. Trichoglottis rigida ingår i släktet Trichoglottis och familjen orkidéer. Inga underarter finns listade i Catalogue of Life.

## Bildgalleri

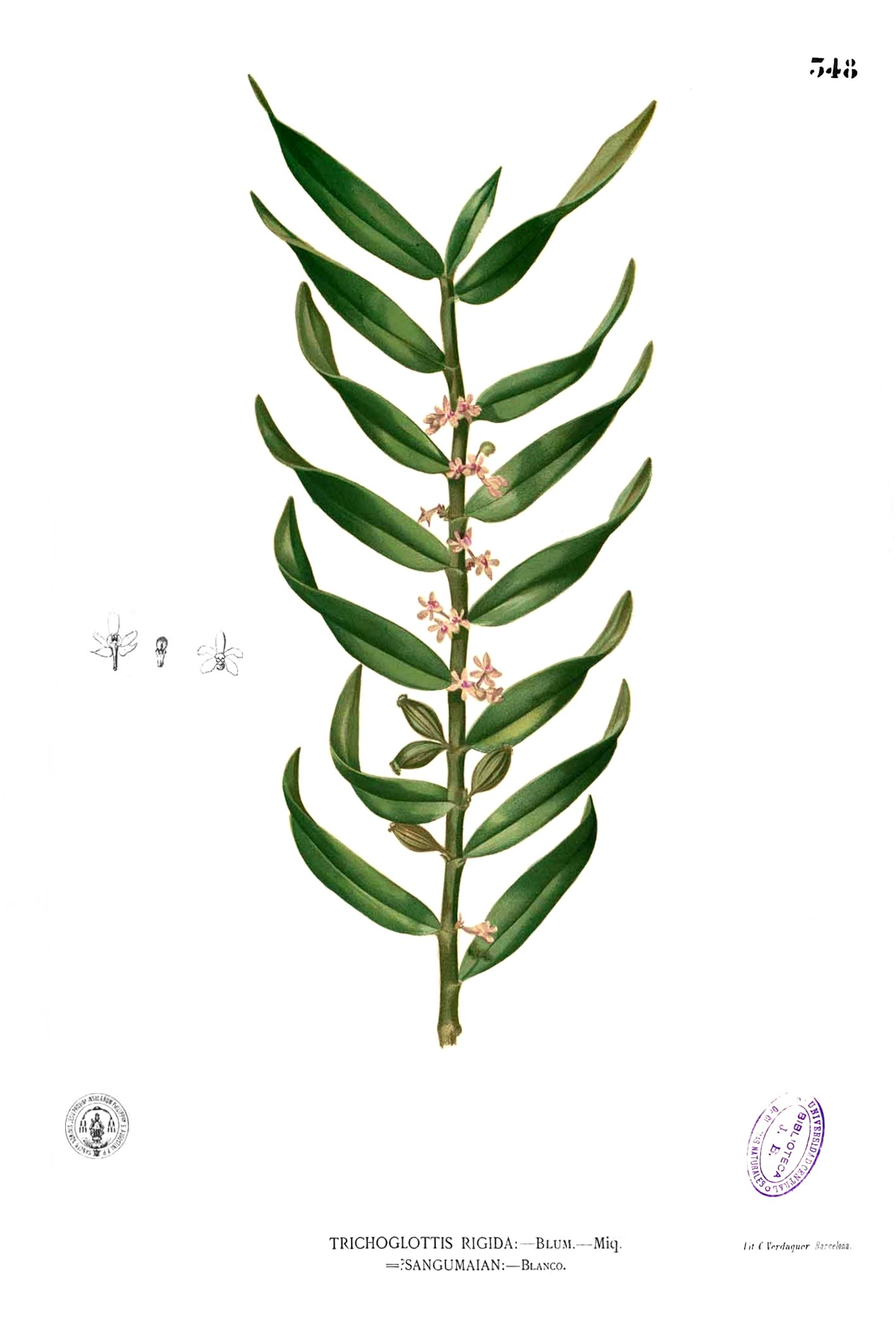